# Bille (adelsslægt)
 For alternative betydninger, se Bille. (Se også artikler, som begynder med Bille)
Bille (også Bilde) er en dansk uradelsslægt, der til tider har været betydningsfuld i Danmark, og som stadig eksisterer i dag. Slægten omfatter også linjerne Bille-Brahe og Bille-Brahe-Selby. Billeætten kendes fra midten af 1200-tallet og førte allerede da sit slægtsnavn.

## Våbenskjold
Slægten fører et af rødt og sølv delt og tre gange tværdelt, af en vildmand holdt skjold, på hjelmen to af rødt og sølv tre gange tværdelte vesselhorn, hvert besat med 4 påfuglefjer og derimellem en påfuglefjer. Et lignende våben førtes af de i 1500-tallet uddøde Biller i Schlesien, der altså synes at have fælles herkomst med de danske Biller. Også slægten Ebersbach i Schlesien har ført Billevåbnet.

## Historie
Billeætten kendes fra midten af 13. århundrede og førte allerede da sit slægtsnavn. De første mænd af navnet Bille, som kendes historisk, er hr. Jakob Bille (1246) og hans Broder, Thorkel Bille, hvis søn Niels Thorkilsen 1267 blev sat i band som Erik Glippings tilhænger i dennes strid med ærkebiskop Jakob Erlandsen. Den sammenhængende slægtrække begynder ved 1300 med Jon Bille, hvis sønnesøn Esbern Nielsen 1365 var kongens kansler, og hans brodersøn var Lunds ærkebisp Peder Lykke, der sad på koncilet i Konstanz 1415; bispens brodersøn, hr. Torbern Bille, var den første ejer af Svanholm, som i 200 år var og nu atter i over 100 år har været i slægtens besiddelse. Gennem Torbern Billes sønnesøn, Århusbispen Ove Bille og rigshovmesteren Esge Bille osv., nåede slægten den rigdom, magt og indflydelse, som i de følgende århundreder stiller den fremmest i rækken blandt de danske adelsætter.
En stor mængde af landets største og bekendteste gårde kom efterhånden i Billernes eje. Således: Allindemagle, Solbjerg, Svanholm, Bjergbygård, Egede, Sandholt, Søholm, Bregentved, Hvedholm, Kærsgård, Rynkebygård, Billeskov, Skjerrildgård, Ørumgård, Tirsbæk, Holbækgård, Stenalt, Fårupgård, Egeskov, Møllerup, Billeshave, Bjørnsholm, Bangsbo, Mejlgård, Sødal, Restrup, Truelsholm, Billesbølle, Havrelykke, Vallø, Holsegaard, Lyngbygård, Mogenstrup, Ellinge, Ørtofte, Nielstrup, Vanås, Næsbyholm, Rosendal, Billesholm, Gammel Køgegård, Vrejlev Kloster, Årup, Hejselt, Gjorslev, Valdbygård, Hvidkilde, Rønnovsholm, Damsbo, Brobygård, Flenstofte, Avnsbjerg, Marsvinslund, Hersomgård, Vindum Overgård, Løgismose, Steensgård, Østrupgård, Bjørnemose.
Med hr. Torbern Billes nærmeste efterkommere delte slægten sig i talrige linjer. Sønnen Bent Bille stiftede Egede-Søholm-linjen, af hvilken hr. Anders Bille til Søholm er den bekendteste, sønnesønnen Knud Bille Kjærsgård-linjen, dennes broder Esge Bille Svanholm-linjen og sønnesønnen Claus Bille Allinde-linjen. Af disse linjer uddøde Egede-Søholm-linjen 1590 med Erik Bille, Svanholm-linjen 1689 med Gabriel Bille og Allinde-linjen 1717 med Erik Bille Kjærsgård-linjen blomstrer endnu i den grevelige linje Bille-Brahe. Da Brahe-ættens sidste mand, Preben Brahe til Hvedholm, som 1751 blev oprettet til stamhus, døde 1786, gik hans navn og godser over til Bille-ætten. Gehejmekonferensråd Henrik Bille (1709-1789), hvis faster, Henrikke Sophie Bille, var moder til Preben Brahe, fik 7. marts 1788 bevilling til at føre de Brahers navn og våben (hans ældste søn Axel Frederik Bille havde 12. januar 1787 fået en lignende bevilling, men døde samme år), og 9. maj 1798 optoges hans anden søn Preben Bille-Brahe i lensgrevelig stand som besidder af Grevskabet Brahesminde, der erigeredes af Hvedholm, Damsbo, Steensgård, Østrupgård, Avernakø og Drejø. Hans sønnesøn, grev Preben Charles Bille-Brahe, som 1867 havde arvet det friherrelige Selbyske Forlods, fik 23. januar 1873 patent på at føre det Selby'ske navn og våben.

## Liste over væsentlige medlemmer af slægten
| - Anders Bille (rigsmarsk) (1600-1657) – dansk rigsmarsk - Anders Bentsen Bille (1477-1555) – dansk rigsråd - Anders Steensen Bille (1580-1633) – dansk rigsråd - Beate Clausdatter Bille (1526-1605) – dansk adelsdame og hofmesterinde - Bendix Lasson Bille (1723-1784) – dansk søofficer - Bent Bille (rigsråd) (ca. 1440-1494) – dansk ridder, lensmand og rigsråd - Bent Bille (1509-1555) (1509-1555) – dansk godsejer og degn - Birgitte Bille (1575-1639) – dansk adelsdame - Claus Bille (rigsråd) (ca. 1490-1558) – dansk rigsråd - Claus Bille (søofficer) (1560-1600) – dansk søofficer og godsejer - Christian Bille (1799-1853) – dansk diplomat - Elisabeth Bille (1572-1633) – dansk - Eske Bille (ca. 1480-1552) – dansk rigshofmester - Eske Bille (1552-1619) (1552-1619) – dansk godsejer til Ellinge og Ørtofte i Skåne samt Valden og Skedal i Halland - Frants Bille (død 1563) – dansk søofficer - Gerhard Sievers Bille (1765-1816) – dansk søofficer og diplomat - Hans Bille (1470-1542) – dansk godsejer til Egede - Hans Martin Bille (1732-1788) – dansk søofficer - Harald Bille (1879-1916) – dansk ingeniør - Jens Bille (1531-1575) – dansk adelsmand - Jørgen Bille (lensmand) (ca. 1520-1601) – dansk lensmand - Jørgen Bille (stiftamtmand) (ca. 1672-1736) – dansk stiftamtmand - Knud Bille (død 1543) – dansk godsejer og rigsråd - Marqvard Bille (1568-1631) – dansk godsejer og lensmand - Mathias Bille (1736-1782) – dansk søofficer - Mogens Bille (død 1538) – dansk rigsråd - Oluf Bille (ca. 1555-1602) – dansk lensmand - Ove Bille (død 1555) – biskop over Århus Stift - Peder Bille (1518-1580) – dansk rigsråd - Sophie Bille (1634-1693) – dansk adelsdame - Steen Tobernsen Bille (omkring 1446-1520) – til Søholm, Allinde og Lyngsgård, dansk rigsråd (Steen Basse Bille) - Steen Clausen Bille (1527-1586) – skånsk lensmand, landsdommer m.v. - Steen Jensen Bille (1565-1629) – skånsk lensmand m.v. - Torbern Bille (rigsråd) (død 1465) – dansk rigsråd - Torbern Bille (ærkebiskop) (død 1552) – dansk ærkebiskop | - Axel Bille-Brahe (1858-1935) – dansk baron og amtmand - Christian Bille-Brahe (1819-1899) – dansk stiftamtmand - Erik Bille-Brahe (1883-1944) – dansk baron og officer - Henrik Bille-Brahe (stiftamtmand) (1709-1789) – dansk gehejmekonferensråd - Henrik Bille-Brahe (diplomat) (1798-1875) – dansk diplomat og lensgreve - Ida Marie Bille (1822-1902) – dansk overhofmesterinde (født komtesse Bille-Brahe) - Johan Christian Bille-Brahe (1819-1899) – dansk baron og stiftamtmand - Louise Bille-Brahe (1830-1910) – dansk overhofmesterinde, født Hochschild - Oluf Bille-Brahe (1888-1952) – dansk baron, kammerherre og hofjægermester - Preben Bille-Brahe (1773-1857) – dansk lensgreve - Preben Bille-Brahe (diplomat) (1824-1882) – dansk baron og diplomat - Preben Bille-Brahe (hofjægermester) (1852-1924) – dansk baron og hofjægermester - Unni Bille-Brahe (født 1930) – dansk sociolog - Vilhelm Bille-Brahe (1855-1942) – dansk kammerherre |

### Yngre linje
- Peder Bille (født 1983) - dansk skuespiller (Johan Peder Bille)
- Beate Bille (skuespiller) (født 1976) – dansk skuespillerinde (Beate Karoline Bille)
- Bernt Ivar Bille (tandlæge) (født 1968) – dansk tandlæge
- Carl Steen Andersen Bille (1828-1898) – dansk redaktør, forfatter og amtmand
- Daniel Ernst Bille (1711-1790) – dansk kontreadmiral
- Ejler Bille (1910-2004) – dansk maler
- Frantz Bille (1832-1918) – dansk diplomat (Frantz Ernst Bille)
- Anders Steensen Bille (1940-2011) - dansk journalist
- Joen Bille (født 1944) – dansk skuespiller
- Josias Bille (1882-1961) – dansk forfatter (Steen Andersen Josias Christopher Bille)
- Michael Bille (1769-1845) – dansk søofficer
- Mikkel Bille (1680-1756) – dansk søofficer
- Sigfride Bille (1877-1970) – dansk maler
- Steen Bille (filmkonsulent) (født 1953) – dansk filmkonsulent
- Steen Andersen Bille (oberst) (1624-1698) – oberst
- Steen Andersen Bille (statsminister) (1751-1833) – dansk admiral og gehejmestatsminister
- Steen Andersen Bille (diplomat) (1781-1860) – dansk diplomat
- Steen Andersen Bille (viceadmiral) (1787-1883) – dansk viceadmiral
- Steen Andersen Bille (kaptajn) (1830-1905) – dansk kaptajn og kammerherre
- Steen Andersen Bille (revisionschef) (1862-1922) – dansk revisionschef
- Steen Oluf Bille (advokat) (født 1964) – dansk og fransk advokat (Steen Andersen Oluf Bille)
- Søren Adolph Bille (1775-1819) – dansk kommandørkaptajn
- Torben Bille (diplomat) (1819-1883) – dansk diplomat

## De borgerlige Bille-slægter
"De blå Bille'r":
- Gerhard Sievers Bille (1765-1816) – dansk søofficer og guvernør

Anden borgerlig slægt Bille:
- Carl Bille (1815-1898) – dansk marinemaler (Carl Ludvig Bille), far til
- Vilhelm Bille (1864-1908) – dansk marinemaler (Vilhelm Victor Bille), far til
- Steen Bille (maler) (1890-1953) – dansk marinemaler og
- Willy Bille (1889-1944) – dansk maler (Willy Carl Bille)

Slægtstilhørsforhold mangler afklaring:
- Torben Bille (skuespiller) (død 1993) – dansk skuespiller og rekvisitør
- Torben Bille (musikanmelder) (født 1949) – dansk musikanmelder og forfatter